# Tony Urbano
En José Antonio Urbano Gornals (Tony Urbano) (nascut el 14 d'agost de 1956 a Tarragona - mort el 27 d'agost de 2014 a Reus) fou un baixista de rock famós pel seu pas pel conjunt musical Leño.

## Vida i obra
Tony Urbano va començar la seva carrera musical amb el bateria tarragoní Ramiro Penas, amb qui van acompanyar el cantant estatunidenc Paul Sebastian abans d'anar a formar-se a Madrid, a on va conéixer els germans Armando i Carlos De Castro. Amb aquests tres músics van fer el conjunt musical Coz abans de formar el grup Leño el 1977.
Després de la fi del grup Leño Urbano es va apartar durant un temps del món musical. Posteriorment Urbano va ser membre del conjunt "ZERO" i va ser productor musical del grup "Presidents" i del grup tarragoní "Números Rojos".
Les seves cançons més destacades són "La Fina", "Más Madera" i "Maneras de Vivir".

## Premis i ressò
El 2001 va rebre el premi al millor autor de rock per la cançó "La Fina" en la V edició dels Premios de la Música donats per l'Academia de la Música d'Espanya.
El 2006 va actuar en la presentació de l'últim disc de Leño "Vivo 83" a la seu de la SGAE de Madrid en el que es van enregistrar cançons que van tocar en un concert a les font màgica de Montjuïc el 1983 en el que van ser teloners de Miguel Ríos en el que hi va haver 150.000 espectadors.
El febrer de 2010 es va editar un doble CD amb DVD que recollia 26 temes del grup Leño titulat "Bajo la corteza".
Un grup de tarragonins va engegar una campanya de recollida de signatures perquè l'ajuntament de Tarragona dediqués un carrer al seu conjunt musical.